# ألور ستار
ألور ستار (بالإنجليزية: Alor Setar)‏ هي مدينة تقع في ماليزيا في قدح. يقدر عدد سكانها بـ 405,523 نسمة ومساحتها 160 كم2 وترتفع عن سطح البحر 7 متر.

## المناخ
يظهر الجدول التالي التغييرات المناخية على مدار السنة لألور ستار:
| البيانات المناخية لـألور ستار           | البيانات المناخية لـألور ستار | البيانات المناخية لـألور ستار | البيانات المناخية لـألور ستار | البيانات المناخية لـألور ستار | البيانات المناخية لـألور ستار | البيانات المناخية لـألور ستار | البيانات المناخية لـألور ستار | البيانات المناخية لـألور ستار | البيانات المناخية لـألور ستار | البيانات المناخية لـألور ستار | البيانات المناخية لـألور ستار | البيانات المناخية لـألور ستار | البيانات المناخية لـألور ستار |
| الشهر                                   | يناير                         | فبراير                        | مارس                          | أبريل                         | مايو                          | يونيو                         | يوليو                         | أغسطس                         | سبتمبر                        | أكتوبر                        | نوفمبر                        | ديسمبر                        | المعدل السنوي                 |
| --------------------------------------- | ----------------------------- | ----------------------------- | ----------------------------- | ----------------------------- | ----------------------------- | ----------------------------- | ----------------------------- | ----------------------------- | ----------------------------- | ----------------------------- | ----------------------------- | ----------------------------- | ----------------------------- |
| متوسط درجة الحرارة الكبرى °م (°ف)       | 32.9 (91.2)                   | 34.3 (93.7)                   | 34.5 (94.1)                   | 33.7 (92.7)                   | 32.5 (90.5)                   | 31.9 (89.4)                   | 31.6 (88.9)                   | 31.6 (88.9)                   | 31.3 (88.3)                   | 31.4 (88.5)                   | 31.4 (88.5)                   | 31.4 (88.5)                   | 32.4 (90.3)                   |
| متوسط درجة الحرارة الصغرى °م (°ف)       | 22.0 (71.6)                   | 22.5 (72.5)                   | 23.1 (73.6)                   | 24.0 (75.2)                   | 24.4 (75.9)                   | 24.1 (75.4)                   | 23.6 (74.5)                   | 23.6 (74.5)                   | 23.5 (74.3)                   | 23.6 (74.5)                   | 23.4 (74.1)                   | 22.8 (73.0)                   | 23.4 (74.1)                   |
| معدل هطول الأمطار مم (إنش)              | 19.1 (0.75)                   | 61.1 (2.41)                   | 112.9 (4.44)                  | 192.5 (7.58)                  | 225.6 (8.88)                  | 137.4 (5.41)                  | 183.6 (7.23)                  | 203.4 (8.01)                  | 282.0 (11.10)                 | 283.3 (11.15)                 | 205.9 (8.11)                  | 83.7 (3.30)                   | 1٬990٫5 (78.37)               |
| متوسط الأيام الممطرة (≥ 1.0 mm)         | 2                             | 4                             | 8                             | 12                            | 14                            | 11                            | 13                            | 14                            | 17                            | 18                            | 15                            | 7                             | 135                           |
| المصدر: المنظمة العالمية للأرصاد الجوية |                               |                               |                               |                               |                               |                               |                               |                               |                               |                               |                               |                               |                               |

## أعلام
- فرحان أبو بكر
- محمد ظاهر إسماعيل
- غزالي إسماعيل
- عبد الحليم معظم
- فريد كامل